# Манастир Крупа на Врбасу
Манастирска црква Светог Илије у Крупи на Врбасу (у народу позната као Илинка) је подигнута на темељима средњовековног манастира Крупа. Налази се у насељеном месту Крупа на Врбасу двадесетак километара узводно (јужно) од Бање Луке. Припада Епархији бањалучкој Српске православне цркве.
Игуман манастира је Сава Недељковић.

## Историја
Врло мало се зна о прошлости овог манастира. Многи историјски извори о њему нестали су са најездом Османлија Претпоставља се да се градио у време Немањића.  Према доступним изворима сам манастир је подигнут крајем 13. века или почетком 14. века,. на темељима старог римокатоличког манастира.  На то указује откриће испред храма са источне стране готичког олтарског простора, у коме су биле уграђене гробнице по римокатоличком обичају, а са северне стране су откривене зграде које су окруживале четвороугаоно двориште наслоњено на храм На основу тих налаза Б. Граљук је закључио да је ту био римокатолички манастир, чији су храм Срби обновили 1889. године за своју православну цркву.
Епископ Никодим Милаш  сматрао да се много српскога народа доселило у северну Далмацију крајем 13. и почетком 14, века, и да су тада монаси Крупе на Врбасу подигли  Манастир Крупу код Обровца у Далмацији 1317. године. Манастир је током 14. и 15. вијека служио као црква за потребе племства и војске у граду Гребену, а о монашкој заједници бринула се породица Војсалић.
Манастир је опустио послије пада Јајачке бановине под Турке 1528. У међувремену је подигнута црква брвнара, док је манастир био у рушевинама све до одласка Турака са тих простора. Манастир је обновљен крајем 19. века, 1889, а тада је дозидан и звоник који до тада није постојао, највише заслугом митрополита сарајевског, Саве Косановића уз активно учешће народа из околних села, парохијских цркава и посебно прилозима Манастира Гомионице.
Манастир су по други пут порушили и спалили Аустроугари 1914. године, затим 1941. спалиле су га усташе за време Другог светског рата. Страдао је и у земљотресу 1969, после чега је обновљен. Статус манастира враћен му је тек 1989. године.

## Галерија
- Манастирски конак
- Камени стећак поред манастира
- Путоказ за манастир
- Унутрашњост
- Манастир је под заштитом државе
- Манастир (2014)
- Манастирски конак

## Напомена
- Дио текста је преузет са сајта Знање уз одобрење